# شوک (فیلم ۲۰۰۶)
«شوک» (تلگویی: షాక్) یک فیلم است که در سال ۲۰۰۶، منتشر شد. از بازیگران آن می‌توان به تابو اشاره کرد.